# Régime douanier
Le régime douanier est le cadre dans lequel on choisit de faire rentrer des marchandises vis-à-vis des autorités douanières. On fait ce choix par le dépôt d'une déclaration en douane.
L’article 5, 16), du règlement (UE) 2013/952 établissant le code des douanes de l’Union définit un régime douanier comme :
« l'un des régimes suivants sous lequel les marchandises sont placées conformément au code: a) la mise en libre pratique; b) les régimes particuliers; c) l'exportation; »

## Pourquoi plusieurs régimes douaniers?
Disposer de plusieurs régimes douaniers permet de concilier au mieux les intérêts parfois divergents 
- des autorités douanières qui souhaitent principalement percevoir des droits et taxes, et faire respecter les réglementations ;
- des entreprises qui veulent faire circuler des marchandises aussi librement, rapidement et économiquement que possible.

Un régime douanier correspond donc typiquement à un « scénario » de commerce international (transporter des marchandises rapidement par la route, par exemple, pour le régime TIR), aménagé pour répondre à la réglementation douanière.
Une marchandise peut passer d'un régime à un autre en fonction des besoins.

## Les régimes douaniers
| Famille                      | Régime | Commentaires |
| ---------------------------- | --- | --- |
| Régimes de base (commun)     | Importation | Consiste à faire entrer des marchandises dans l’Union européenne en vue de leur commercialisation. On applique sur ces marchandises les taxes douanières (principalement des droits de douane) et des mesures communautaires de contrôle du commerce extérieur (régime de « mise en libre pratique »), puis les taxes fiscales nationales, dont la TVA (régime de « mise à la consommation »). |
| Régimes de base (commun)     | Exportation | Sortie définitive des marchandises hors de l’Union européenne. Ce régime permet de facturer hors taxes la marchandise exportée. Nécessite une déclaration d’exportation qui justifie l'exonération de TVA en cas de contrôle fiscal. |
| Régimes suspensifs (transit) | Transit communautaire (ou commun) T2 | Transport de marchandises communautaires entre pays de l’Union européenne. N'est plus nécessaire à l'intérieur de l’UE, sauf si le moyen de transport traverse un pays de l’AELE. |
| Régimes suspensifs (transit) | Transit communautaire T1 | À l'importation : permet à des marchandises originaires de pays tiers (i.e. non européens) de transiter vers n'importe quel bureau de douane pour y être dédouanées. On évite ainsi l'engorgement des bureaux aux frontières et dans les aéroports. Existe aussi à l'exportation vers les pays signataires de la Convention transit. Le transit est désormais géré sur support dématérialisé via une application informatique. |
| Régimes suspensifs (transit) | Transit international routier (TIR) | Concerne le transport international par camion et permet de réduire les formalités au minimum dans les pays qui ne sont que traversés (formalités complètes uniquement dans le pays de départ et celui d'arrivée). Le TIR s’applique dans les (nombreux) pays signataires de la Convention TIR. |
| Régimes particuliers         | Entrepôt douanier | Les marchandises soumises à ce régime sont en suspension de droits, taxes et mesures du commerce extérieur, pour une durée illimitée. Elles sont physiquement stockées dans des entrepôts publics ou privés et sont disponibles pour les besoins de l'entreprise. Ce régime est avantageux pour la trésorerie de l'entreprise, qui ne paye les droits et taxes qu'au fur et à mesure des sorties d’entrepôt. Il évite également de payer des droits et taxes sur des marchandises destinées à être réexportées en dehors de l'Union européenne. |
| Régimes particuliers         | Perfectionnement actif | Permet de faire venir des marchandises dans l’Union européenne pour transformation, en vue d'un réexport du produit obtenu. Le régime est conçu pour rendre les industries européennes compétitives pour ce genre d'opérations. |
| Régimes particuliers         | Perfectionnement passif | Permet d'exporter temporairement des marchandises pour transformation, puis de les réimporter en ne payant que les droits afférents à la valeur différentielle. |
| Régimes particuliers         | Admission temporaire | Importation temporaire ne dépassant pas 24 mois, par exemple pour du matériel de chantier, des œuvres destinées à une exposition, le véhicule personnel d’un touriste, etc. Les droits en jeu sont selon les cas suspendus ou cautionnés. |
| Régimes particuliers         | Transformation sous douane (depuis le 1er mai 2016, le régime de la transformation sous douane a été fusionné avec celui du perfectionnement actif). | Permet d’importer dans l'Union européenne des marchandises non communautaires pour leur faire subir des opérations de transformation sans qu'elles soient soumises aux droits et taxes à l'importation. En sortie de régime, les droits de douane sont calculés à partir du taux applicable aux produits transformés. Autorise l'importation de machines en vue de leur mise aux normes avant importation définitive |